# Kåre Garnes
Kåre Garnes (Bergen, 8 november 1954) is een Noorse contrabassist in de jazz. Hij is bekend door zijn samenwerking met jazzmusici uit Bergen, zoals Dag Arnesen, Knut Kristiansen, Per Jørgensen, Olav Dale en Ole Thomsen, en Noorse jazzbands.

## Loopbaan
Vanaf het midden van de jaren zeventig was Garnes een centrale figuur in het jazzcircuit van Bergen. Hij speelde bijvoorbeeld in het Knut Kristiansen/Per Jørgensen Quintet (1979-80), in Ny Bris en in Steam (1980-83). In 1983 verhuisde hij naar Oslo, waar hij samenwerkte met onder anderen Odd Riisnæs, Bjarne Nerem, Laila Dalseth en Per Husby.
In de periode 2010-12 werkte hij in jazzclubs in Oslo met zijn Kåre Garnes Trio, met Svein Christiansen (drums) en Håkon Storm-Mathisen (gitaar). Tevens deed hij dat met het kwintet Changes, met Tom Olstad, Nils Jansen (niet te verwarren met Nils Janson) en Rune Klakegg.

## Discografie
Met Dag Arnesen
- 1982: Ny Bris (Odin Records), met Frank Jakobsen, Olav Dale, Ole Thomsen en Per Jørgensen

Met Eli Storbekken
- 1989: Glimt (Hot Club Records)

Met Bjarne Nerem
- 1987: More Than You Know (Gemini Records)
- 1988: Mood Indigo (Gemini Records)
- 2006: Embraceable You (Gemini Records), compilatie

Met Odd Riisnæs
- 1988: Speak Low (Taurus Records)
- 1990: Thoughts (Taurus Records)

Met Nora Brockstedt
- 1990: Hilsen Nora (Benoni Records)

Met Knut Kristiansen
- 1995: Monk Moods (Odin Records)

Met Totti Bergh
- 1996: Warm Valley (Gemini Records)

Met Vidar Johansen Trio
- 1997: Lopsided (Curling Legs)

Trio met Harald Gundhus en Tom Olstad
- 1999: Don't Drop the Bop (Gemini Records)

Met Tom Olstad
- 2007: Changes – For Mingus (Ponca Jazz)